# 1408.
◄ | 14. stoljeće | 15. stoljeće | 16. stoljeće | ►
◄ | 1370-ih | 1380-ih | 1390-ih | 1400-ih | 1410-ih | 1420-ih | 1430-ih | ►
◄◄ | ◄ | 1405. | 1406. | 1407. | 1408. | 1409. | 1410. | 1411. | ► | ►►
Arhitektura • Astronomija • Glazba • Knjige • Književnost • Kršćanstvo • Medicina • Pravo • Promet • Slikarstvo • Znanost

## Događaji
- Palež Dobora

## Vanjske poveznice
|  | Zajednički poslužitelj ima još gradiva o temi 1408. |